# To'abaita
To'abaita, To'ambaita, Malu oder Malu'u ist eine Ozeanische Sprache, die auf den Salomonen gesprochen wird.